# Albert Wulff (Jurist)
Albert Siegfried Wulff (* 28. Juni 1866 in Hamburg; † 25. Juli 1941 in Montevideo) war ein deutscher Jurist.

## Leben und Wirken
Albert Wulff war ein Sohn von Louis Cohen Wulff und dessen Gattin Henriette. Der Vater stammte aus Altona, die Mutter aus Hamburg, wo auch Albert Wulff geboren wurde. Nach dem Besuch der Gelehrtenschule des Johanneums, die er 1884 mit dem Abitur verließ, studierte er ab 1886 Jura an der Humboldt-Universität zu Berlin und an der Universität Breslau. Dort wurde er 1891 mit „summa cum laude“ zum Dr. jur. promoviert. In seiner Promotionsschrift behandelte er Fragen des Inkassorechts. Anschließend ging er zurück in seine Geburtsstadt, wo er am 6. Januar 1888 das Hamburger Bürgerrecht erwarb. Gemeinsam mit Hermann Hartwick arbeitete er hier in einer neugegründeten Sozietät, gefolgt von einer anderen Sozietät mit F. Ruppel sowie seinem Sohn Walther Wulff.
Wulff galt als angesehen und wurde auch von der Wissenschaft wahrgenommen. Von 1898 bis 1902 verfasste er Hamburgische Gesetze und Verordnung. Es handelte sich dabei um ein juristisches Standardwerk, das erstmals die Gesetze Hamburgs systematisch geordnet und kommentierte aufführte. 1935 erhielt er einen Auftrag der Jüdischen Gemeinde in Hamburg, Eigentumsangelegenheiten bezüglich des Grindelfriedhofs zu beurteilen. Wulffs Urteil fiel für die Gemeinde negativ aus.
Von Juni 1936 bis Mai 1938 lebte Wulff in São Paulo. Dort beschäftigte er sich mit umstrittenen Besitzansprüchen, an denen auch das Deutsche Reich beteiligt war. Wulff entschied, den Aufenthalt in Brasilien vorzeitig abzubrechen, um in Deutschland aufgrund des längeren Aufenthalts im Ausland nicht als Emigrant eingestuft zu werden. Am 30. November verboten die Nationalsozialisten Wulff, der jüdischer Herkunft, jedoch bereits 1884 aus dem jüdischen Religionsverband ausgetreten war, die weitere Ausübung seines Berufs. Gemeinsam mit seiner Ehefrau Clara, geborene Arnstedt (* 1874 in Hamburg), seinem Sohn und dessen Ehegattin zog er im Oktober 1939 nach Montevideo. Dort verstarb Albert Wulff im Juli 1941.